# Baksjöbäckens naturreservat
Baksjöbäckens naturreservat är ett naturreservat i Åsele kommun i Västerbottens län.
Området är naturskyddat sedan 2019 och är 212 hektar stort. Reservatet omfattar tre delsträckor av Baksjöbäcken och sjöarna den passerar: Lill-Baksjön, Stor-Baksjön samt mynningen i Stensjön. Reservatet består av bäcken, där det finns flodpärlmusslor, barrskog med inslag av lövträd samt sumpskog.